# Canada Open 1991
Il Canada Open 1991 è stato un torneo di tennis giocato sul cemento.
È stata la 101ª edizione del Canada Open, che fa parte della categoria Super 9 nell'ambito dell'ATP Tour 1991, 
e della categoria Tier I nell'ambito del WTA Tour 1991.
Il torneo maschile si è giocato al Uniprix Stadium di Montréal in Canada dal 22 al 28 luglio 1991,
quello femminile al Rexall Centre di Toronto in Canada dal 5 all'11 agosto 1991.

## Campioni

### Singolare maschile
Andrej Česnokov ha battuto in finale  Petr Korda con il punteggio di 3–6, 6–4, 6–3.

### Singolare femminile
Jennifer Capriati ha battuto in finale  Katerina Maleeva con il punteggio di 6–2, 6–3.

### Doppio maschile
Patrick Galbraith /  Todd Witsken hanno battuto in finale  Grant Connell /  Glenn Michibata con il punteggio di 6–4, 3–6, 6–1.

### Doppio femminile
Larisa Neiland /  Nataša Zvereva hanno battuto in finale  Claudia Kohde Kilsch /  Helena Suková con il punteggio di 1–6, 7–5, 6–2.